# Sileby
Sileby è un paese di 6 331 abitanti della contea del Leicestershire, in Inghilterra.